# Umbellulifera
Umbellulifera is een geslacht van neteldieren uit de klasse van de Anthozoa (bloemdieren).

## Soorten
- Umbellulifera graeffei (Kükenthal)
- Umbellulifera oreni Verseveldt, 1965
- Umbellulifera petasites Thomson & Dean, 1931
- Umbellulifera planoregularis (Burchardt, 1898)
- Umbellulifera striata (Thomson & Henderson, 1905)